# 대검찰청 국제협력단
대검찰청 국제협력단은 국제범죄에 효과적으로 대처하기 위해서 국제협력 네트워크를 구축.강화 및 검찰 내 국제협력 업무의 원활화를 위해 설립된 대한민국 검찰청 소속 센터이다. 2010년에 국제 업무의 수요 증가에 대응하여 국제협력단으로 승격하였다.

## 대한민국의 범죄인 관련 조약 체결 현황

### 형사사법공조
- 아시아/태평양
  - 호주
  - 중국
  - 홍콩
  - 인도
  - 일본
  - 몽골
  - 태국
  - 뉴질랜드
  - 필리핀
  - 베트남
- 아프리카
  - 알제리
  - 쿠웨이트
- 남북아메리카
  - 브라질
  - 캐나다
  - 멕시코
  - 미국
- 유럽/중앙아시아
  - 불가리아
  - 프랑스
  - 러시아
  - 우즈베키스탄

### 범죄인인도조약
- 아시아/태평양
  - 호주
  - 중국
  - 홍콩
  - 인도
  - 인도네시아
  - 일본
  - 몽골
  - 태국
  - 뉴질랜드
  - 필리핀
  - 베트남
- 아프리카
  - 알제리
- 남북아메리카
  - 아르헨티나
  - 브라질
  - 캐나다
  - 파라과이
  - 미국
  - 과테말라
  - 멕시코
  - 칠레
  - 페루
- 유럽/중앙아시아
  - 불가리아
  - 프랑스
  - 스페인
  - 우즈베키스탄

### 수형자이송조약
- 아시아/태평양
  - 중국
  - 몽골
  - 베트남
  - 쿠웨이트

### MOUs
- 아시아/태평양
- 중국
  - 몽골
  - 베트남
  - 태국
  - 호주
  - 인도네시아
- 아프리카
  - 두바이
  - 사우디아라비아
- 남북아메리카
  - 미국
- 유럽/중앙아시아
  - 카자흐스탄
  - 러시아
  - 스페인
  - 우크라이나
  - 우즈베키스탄
  - 크로아티아
  - 몰도바
- 기타
  - 세계은행
  - UN재단